# Aloe schoelleri
Aloe schoelleri é uma espécie de liliopsida do gênero Aloe, pertencente à família Asphodelaceae.